# الجروب (الملاجم)

تعديل مصدري - تعديل

الجروب هي إحدى قرى عزلة عفار آل مفتاح بمديرية الملاجم التابعة لمحافظة البيضاء، بلغ تعداد سكانها 387 نسمة حسب تعداد اليمن لعام 2004.